# Stufenbahn
Die Stufenbahn, auch Gehbahn genannt, war eine Bahn, die 1890/91 von den Gebrüdern Wilhelm (1845–1920) und Heinrich Rettig, königlicher Baurat in Posen, zur Bewältigung des Personennahverkehrs in Großstädten erfunden wurde. Der Name Stufenbahn rührt daher, dass die Fahrgäste während des Gehens auf stufenweise übereinander angeordneten Plattformen den mit voller Geschwindigkeit fahrenden Zug besteigen und verlassen können.
Stufenbahnen bestehen aus drei oder mehr Fahrbahnen, die in Höhenunterschieden von jeweils etwa zehn Zentimetern mit verschiedener Geschwindigkeit in derselben Richtung neben dem Bahnsteig verlaufen. Jede von ihnen besteht aus einem geschlossenen Ring, der durch stehende Maschinen mit Kabeln bewegt wird. Die eigentliche Personenbeförderung findet auf der obersten, höchstgelegenen Fahrbahn statt, die zu diesem Zweck mit einer langen Reihe von Sitzbänken versehen ist und die größte Fahrgeschwindigkeit besitzt. Die unteren Fahrbahnen sind Plattformen ohne Sitzbänke und bilden gewissermaßen bewegliche Bahnsteige.
Die unterste (erste) Fahrbahn bewegt sich in der Geschwindigkeit eines Fußgängers (etwa 5 bis 6 km/h) und kann während der Bewegung von einem festen Bahnsteig aus leicht betreten werden. Die zweite Fahrbahn hat eine doppelt so hohe Geschwindigkeit und damit gegenüber der ersten Fahrbahn wiederum die Geschwindigkeit eines gewöhnlichen Fußgängers.
Mit Hilfe von Stufenbahnen wollte man das rasant steigende Fahrgastaufkommen in Großstädten in den Griff bekommen. Ein Probesystem in Chicago besaß 75 Wagen mit einer Länge von 3,6 Metern und einer Spurweite von 1,725 Metern. Die obere Bahn besaß dreisitzige Bänke in Abständen von 90 Zentimetern. Diese Bahn legte in der Stunde nur 10 km zurück und konnte bis zu 33.000 Personen pro Stunde befördern. Dazu wäre bei einer gewöhnlichen Eisenbahn der Einsatz von 66 Zügen mit je 10 Wagen zu je 50 Plätzen notwendig.
Auf der Berliner Gewerbeausstellung 1896 war ebenfalls eine Stufenbahn im Betrieb. Auf der Weltausstellung 1900 in Paris wurde eine Stufenbahn mit elektrischem Antrieb gezeigt.

Stufenbahn auf der Berliner Gewerbeausstellung 1896, nach Originalzeichnungen von Willy Stöwer aus Die Gartenlaube
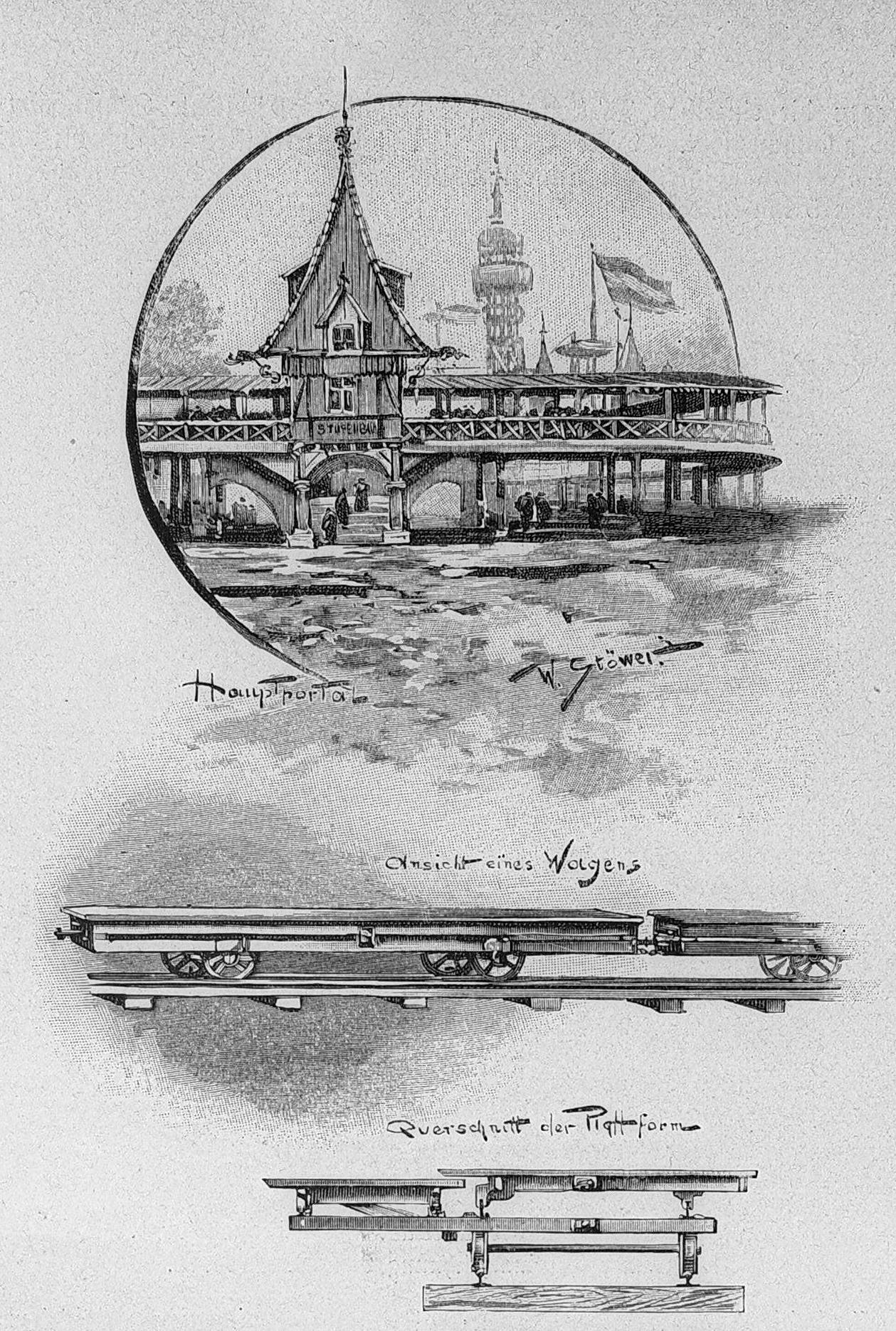
Hauptportal Ansicht eines Wagens Querschnitt der Plattform
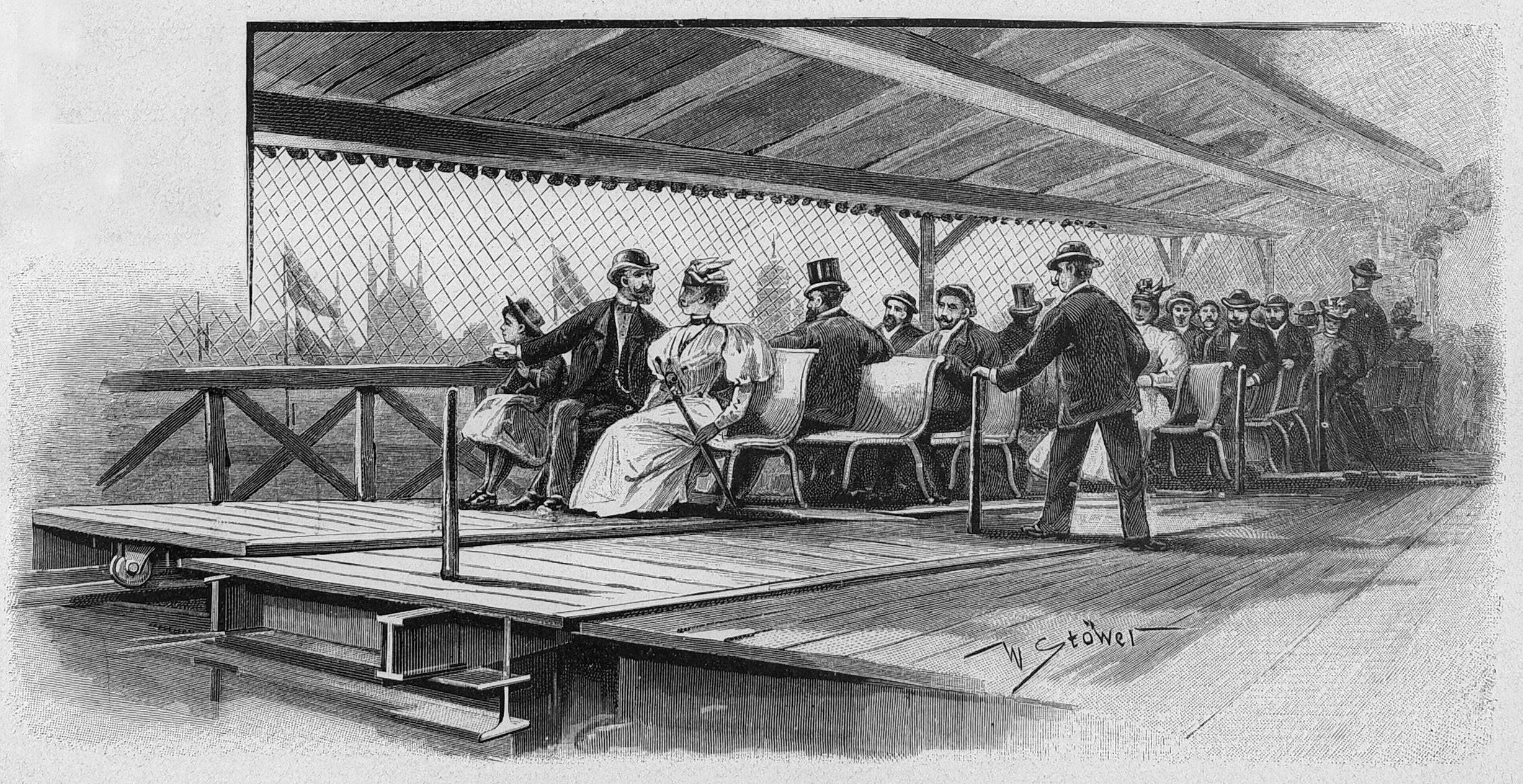
Auf der Stufenbahn